# Nikolaus von Spiegelberg
Nikolaus von Spiegelberg, auch Edler von Spiegelberg  (* 1790 in Vechta, Oldenburg; † 30. November 1866 in Graz) war ein österreichischer Kavallerie-General.
Spiegelberg trat am 15. September 1807 als Kadett in das österreichische Regiment Mitrowsky Nr. 40 ein und wurde am 1. April 1808 in das Chevauxlegers Regiment Nr. 4 transferiert. 1809 wurde Spiegelberg zum Unterlieutenant, 1813 zum Oberlieutenant und 1826 zum Rittmeister ernannt.
1847 wurde Spiegelberg Oberst und Regimentskommandeur des Chevauxlegers Regiments. Im Jahre 1849 wurde er zum Generalmajor und Brigadier befördert. 1852 trat er in den Ruhestand.